# 北頭インターチェンジ
北頭インターチェンジ（きたがしらインターチェンジ）は、愛知県名古屋市南区にある名四国道（国道23号）のインターチェンジ。ここから先、名古屋市内方面は立体交差の道路が続く。また、大府方面へは断続的に交差点がある。豊明、大府方面からは国道1号への完全なバイパス機能があり、北頭インターチェンジを国道1号方面へ右折する車両が多い。また右折レーンが混雑するため直前の平面交差点で分散して右折する場合も多い。

## 接続する道路
- 環状線（名古屋市道名古屋環状線、当該区間は愛知県道55号名古屋半田線と重複している。）

## 周辺
- JR東海道本線 笠寺駅
- 名鉄常滑線 大江駅
- 日本ガイシホール（旧レインボーホール）
- 愛知県立名古屋南高等学校

## 隣
名四国道（国道23号）
名古屋南IC - 折戸交差点 - ＜平面供用区間＞ - 北頭IC - 竜宮IC